# 草根媒體：部落格傳奇
《草根媒體-部落格傳奇》（We the Media）是由丹·吉摩爾撰寫，由歐萊禮（O'Reilly）於2004年出版（中文版於2005年在台灣出版）的書籍。該書採用創用CC授權，所以可在網路上自由使用。
此書是關於民間記者（部落客）所改變的新新聞形式。其中的重點為，現時部分主流媒體（包括政客、企業老闆、名人、行銷與公關人士等）無法再操縱新聞資訊，因為新聞資訊在網路上即時發佈，任何人均可取用接收。此書在人口統計學方面廣受好評，也包括了其他評論。

## 外部連結
- 歐萊禮台灣，本書簡介 （页面存档备份，存于）
- 《草根媒體：部落格傳奇》在Google Books的內容。（页面存档备份，存于）